# Pasternik (Kotlina Turoszowska)
Pasternik (niem. Zittel) znajdował się między Żytawą a Bogatynią bezpośrednio na wschód od Biedrzychowic Górnych. W latach sześćdziesiątych XX wieku wysiedlono mieszkańców i zaczęto wydobywać metodą odkrywkową węgiel brunatny. Czas założenia wsi nie jest znany. Pasternik był dobrem szlacheckim przywłaszczonym przez Żytawę w roku 1380. We wsi były cztery gospodarstwa chłopskie i gorzelnia. Mieszkańcy trudnili się tkactwem (głównie materiałów lnianych). Pierwotnie wieś należała do parafii w Kopaczowie. W roku 1856 wieś stała się niezależną gminą. W drugiej połowie XIX w. rozpoczęto wydobywać odkrywkowo węgiel brunatny. Były to niewielkie odkrywki, nieprzynoszące wielkich dochodów. Po utworzeniu linii kolei wąskotorowej z Żytawy do Bogatyni, w Pasterniku zbudowano przystanek kolejowy. W 1925 miejscowość liczyła 168 mieszkańców. W roku 1930 Pasternik włączono do Biedrzychowic Górnych. Pod koniec lat sześćdziesiątych wysiedlono mieszkańców, a na początku lat siedemdziesiątych miejscowość przestała istnieć pochłonięta przez odkrywkę kopalni Turów.